# Kaap Dezjnjov
Kaap Dezjnjov (Russisch: Мыс Дежнёва; Mys Dezjnjova) is de oostelijkste kaap van Rusland op het Tsjoektsjenschiereiland aan de Beringstraat tegenover Alaska en de oostelijkste en noordelijkste kaap van Azië. Het ligt geografisch globaal tussen de Noordelijke IJszee in het noorden en de Grote Oceaan in het zuiden. De kaap is vernoemd naar de kozak Semjon Dezjnjov die de kaap ontdekte in 1648 en er als eerste Europeaan omheen voer.
De afstand tot Kaap Baba, die het westelijkste punt van het Aziatische continent is in West-Anatolië (Turkije) aan de Egeïsche Zee, bedraagt ongeveer 10.050 km, wat de grootste omspanning vormt van dit continent.